# Risurrezione

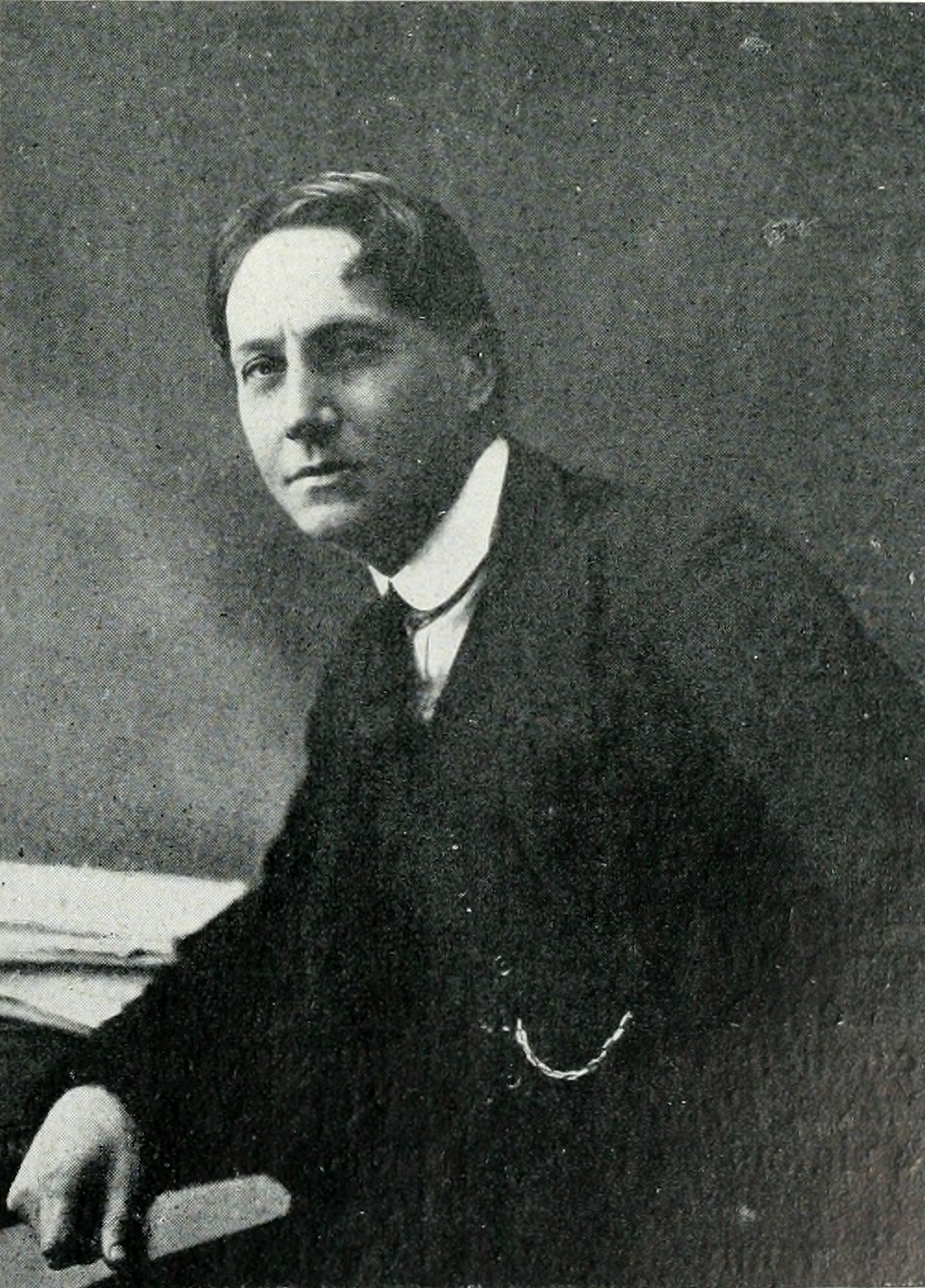
Franco Alfano

Risurrezione (Uppståndelse) är en italiensk opera i fyra akter med musik av Franco Alfano och libretto av Cesare Hanau efter Lev Tolstojs sista roman Uppståndelse (ryska: Воскресение).

## Historia
Alfano fick idén till operan när han vistades i Paris för att arbeta på två baletter till Folies Bergère. Han komponerade operan mellan åren 1902-03 och den hade premiär den 30 november 1904 på Teatro Vittorio Emanuele II i Turin. 

## Personer
| Roller                                                                 | Stämma                   | Premiärbesättning 30 november 1904 (Dirigent: Tullio Serafin ) |
| ---------------------------------------------------------------------- | ------------------------ | -------------------------------------------------------------- |
| Katerina Mihajlovna, named Katiusja                                    | sopran                   | Elvira Magliulo                                                |
| Furst Dimitri Ivanovitj Nehljudov                                      | tenor                    | Oreste Mieli                                                   |
| Sofia Ivanovna, hans faster                                            | mezzosopran              | Elvira Ceresoli-Salvatori                                      |
| Matrjona Pavlovna, värdinna                                            | kontraalt                |                                                                |
| Simonson Ivanovitj, politisk fånge                                     | baryton                  | Angelo Scandiani                                               |
| Anna, gammal bondkvinna                                                | kontraalt                |                                                                |
| Korabljova, fånge                                                      | kontraalt                |                                                                |
| tjänare                                                                | kontraalt                |                                                                |
| Vera, politisk fånge                                                   | mezzosopran              |                                                                |
| Fenjichka, fånge                                                       | soprano                  |                                                                |
| Puckelryggig flicka, fånge                                             | kontraalt                |                                                                |
| Rödhårig flicka, fånge                                                 | mezzosopran              |                                                                |
| Kriljkov, politisk fånge                                               | bas                      | José Beckmans                                                  |
| Vaktchef                                                               | bas                      |                                                                |
| Vakt                                                                   | baryton                  |                                                                |
| Tågstationsofficer                                                     | baryton                  |                                                                |
| Officer                                                                | tenor                    |                                                                |
| En kvinna                                                              | sopran                   |                                                                |
| Muzhik                                                                 | baryton                  |                                                                |
| Två bönder                                                             | basar                    |                                                                |
| Tre fångar                                                             | 2 sopraner / 1 kontraalt |                                                                |
| Kozak                                                                  | baryton                  |                                                                |
| Kyrkoröster, bönder, kvinnliga fångar, politiska fångar, 8-årig flicka |                          |                                                                |

## Handling
Plats: Ryssland och Sibirien
Tid: Slutet av 1800-talet

### Akt 1
Furst Dimitri kommer för att ta farväl av sin faster Sofia Ivanova, innan han beger sig ut i kriget. Hans barndomsvän Katiusja, en ung bondflicka, är nu Sofias sällskapsda, Dimitri bli glad att se henne igen och på natten blir han hennes älskare. Nästa dag far han.

### Akt 2
Den gravida Katiusja har fördrivits från huset. Hon inväntar ängsligt Dimitri som väntas till stationen. Men när han anländer i sällskap av en prostituerad sviker modet henne och hon försvinner bort.

### Akt 3
Katiusja har förlorat sitt barn och sitter i fängelse. Hon döms för mord trots att hon är oskyldig och deporteras till Sibirien. Innan hon åker kommer den ångerfulle Dimitri och erbjuder att gifta sig med henne. Men hon är så deprimerad att hon inte förmår sig till att tröstas.

### Akt 4
På väg till Sibirien förvandlas Katiusja till sitt vanliga jag igen. Hon har återfunnit livsglädjen och tröstar sina medfångar. Dimitri har följt efter henne och vill gifta sig med henne till vilket pris som helst. Han lyckas få henne benådad och frigiven. Men trots att hon fortfarande älskar honom vägrar hon gå med på det. Hon anser att de kan nå förlösning endast genom att båda två avsäger sig giftermålet. 